# Trippelstjärna
Trippelstjärna är ett stjärnsystem med tre stjärnor som är bundna till varandra med gravitation. Ofta handlar det om en större stjärna i mitten och två mindre som är i omloppsbana runt den. Exempel på sådant stjärnsystem är Polstjärnan samt Alfa Centauri-systemet med stjärnorna Alpha Centauri A, Alpha Centauri B och Proxima Centauri.
En trippelstjärna är inte samma sak som en optisk trippelstjärna. Optiska trippelstjärnor ser ut att ligga nära varandra sett från jorden, men ligger i verkligheten på olika avstånd och är inte styrda av varandras gravitationella krafter.
En optisk trippelstjärna kan även vara en dubbelstjärna med en tredje stjärna som ligger optiskt nära sett från jorden.

### Fotnoter
1. ↑  ”Planet upptäckt runt Alfa Centauri”. Europeiska sydobservatoriet. 16 oktober 2012. https://www.eso.org/public/sweden/news/eso1241/. Läst 12 april 2016.